# Ian Harding
Ian Harding (* 16. září 1986, Heidelberg, Německo) je americký herec. Jeho nejznámější rolí je Ezra Fitz v seriálu Prolhané krásky.

## Životopis
Narodil se v Heidelbergu v Německu do americké vojenské rodiny. Jeho rodina se o několik let později přestěhovala do Virginie, kde se přidal do dramatického kroužku na střední škole. Jeho třída ho zvolila, aby pronesl zahajovací projev. Později pokračoval v herectví na Carnegieho-Mellonových univerzitě.

## Kariéra
Ke konci roku 2009 se úspěšně ucházel o roli Ezry Fitze v televizním dramatickém seriálu Prolhané krásky. Za své ztvárnění Ezry získal celkem pět cen Teen Choice Awards.
V únoru roku 2017 byl obsazen do hlavní role v televizním pilotním díle k seriálu Thin Ice, ale stanice Fox si pilot nevybrala.

## Osobní život
Je blízkým přítelem se svými kolegy ze seriálu, Julianem Morrisem, Tylerem Blackburnem a Lucy Hale.

## Filmografie

### Televize
| Rok       | Název                            | Role            | Poznámky                            |
| --------- | -------------------------------- | --------------- | ----------------------------------- |
| 2009      | Námořní vyšetřovací služba L. A. | Curtis Lacrosse | díl: „Poplach v bance“              |
| 2010      | Made In Hollywood: Teen Edition  | Sám sebe        | záběry z natáčení Prolhaných krásek |
| 2010–2017 | Prolhané krásky                  | Ezra Fitz       | hlavní role, 157 dílů               |
| 2012      | Napálené celebrity               | Sám sebe        | díl: „Lucy Hale“                    |
| 2012      | I'm Not a DJ                     | Matt            | TV film                             |
| 2016      | Break: The Musical               | Rockstar        | díl: „Break (I've Been Waiting For“ |
| 2017      | Flip the Script                  | producent       | mini-seriál, díl: „Shelf Life“      |
| 2017      | Thin Ice                         | Andrew          | neprodaný televizní pilotní díl     |
| 2018      | Chicago Med                      | Phillip Davis   | vedlejší role (od 4. řady)          |

### Film
| Rok  | Název                        | Role                | Poznámky            |
| ---- | ---------------------------- | ------------------- | ------------------- |
| 2007 | Groom with a View            | Lincoln (teenager)  | krátkometrážní film |
| 2009 | Zábavný park                 | Wealthy Prepster    |                     |
| 2010 | Láska a jiné závislosti      | distributor Pfizeru | euveden v titulcích |
| 2011 | Strašidelné příběhy          | Ryan                |                     |
| 2012 | Christmas Without You'       | Nathan Stewart      | krátkometrážní film |
| 2013 | Business Card on the Rocks   | Ben                 | krátkometrážní film |
| 2014 | Immediately Afterlife        | Elder Paul Fields   | krátkometrážní film |
| 2015 | Minimum Wage                 | Tim                 | krátkometrážní film |
| 2015 | Addiction: A 60's Love Story | Max Bornstein       |                     |
| 2016 | Pale Blue                    | Ben                 | krátkometrážní film |
| 2016 | Super Novas                  | Alex                |                     |
| 2017 | People You May Know          | Phillip             |                     |
| 2018 | Office Uprising              | Nicholas Frohm      |                     |
| 2018 | Are You Still Singing?       | Tim                 | krátkometrážní film |

### Divadlo
| Rok  | Název               |
| ---- | ------------------- |
| 2008 | The Other Shore     |
| 2009 | The London Cuckolds |

### Internet
| Rok  | Název                                   | Role         |
| ---- | --------------------------------------- | ------------ |
| 2010 | Hollywood is Like Highschool with Money | Jamie Hunter |

### Hudební videa
| Rok  | Název              | Umělec                              |
| ---- | ------------------ | ----------------------------------- |
| 2016 | „Where's the Love“ | The Black Eyed Peas feat. The World |

## Ocenění a nominace

### Televize
| Rok  | Ocenění            | Kategorie                 | Nominovaná práce | Výsledek  |
| ---- | ------------------ | ------------------------- | ---------------- | --------- |
| 2010 | Teen Choice Awards | Televizní herec léta      | Prolhané krásky  | vítězství |
| 2011 | Teen Choice Awards | Televizní herec léta      | Prolhané krásky  | vítězství |
| 2011 | Youth Rock Awards  | Nejlepší herec v televizi | Prolhané krásky  | nominace  |
| 2011 | Teen Choice Awards | Televizní herec: Drama    | Prolhané krásky  | vítězství |
| 2012 | Teen Choice Awards | Televizní herec: Drama    | Prolhané krásky  | vítězství |
| 2013 | Teen Choice Awards | Televizní herec: Drama    | Prolhané krásky  | vítězství |
| 2014 | Teen Choice Awards | Televizní herec: Drama    | Prolhané krásky  | vítězství |
| 2015 | Teen Choice Awards | Televizní herec: Drama    | Prolhané krásky  | vítězství |
| 2016 | Teen Choice Awards | Televizní herec: Drama    | Prolhané krásky  | vítězství |
| 2017 | Teen Choice Awards | Televizní herec: Drama    | Prolhané krásky  | nominace  |